# Medyn
Medyn (russisch Медынь) ist eine Kleinstadt in der Oblast Kaluga (Russland) mit 8300 Einwohnern (Stand 14. Oktober 2010).

## Geografie
Die Stadt liegt etwa 60 km nordwestlich der Oblasthauptstadt Kaluga am Flüsschen Medynka, einem rechten Nebenfluss des Suchodrew im Flusssystem der Wolga.
Medyn ist Verwaltungszentrum des gleichnamigen Rajons.

## Geschichte
Der Ort wurde erstmals 1386 urkundlich erwähnt, als er vom Fürstentum Smolensk an das Großfürstentum Moskau überging. Der Ortsname ist wahrscheinlich baltischen Ursprungs und bezieht sich auf den Waldreichtum der Umgebung (vgl. litauisch medis für Baum), wurde jedoch auch als Ableitung vom russischen mjod für Honig interpretiert (vgl. Bienen im Stadtwappen).
1776 wurde das Stadtrecht als Verwaltungszentrum eines Kreises (Ujesds) unter dem Namen Medynsk verliehen; in Folge wurde aber doch die alte Form weiter verwendet.
Während des Krieges gegen Napoleon 1812 zerschlugen russische Kosakentruppen bei Medyn am 13. Oktoberjul. / 25. Oktober 1812greg., einen Tag nach der Schlacht bei Malojaroslawez eine Vorhut des V. Korps der Grande Armée, was den endgültigen Ausschlag für den folgenden Rückzug der Franzosen in Richtung Smolensk gab.
Im Zweiten Weltkrieg wurde Medyn am 11. Oktober 1941 von der deutschen Wehrmacht besetzt und am 14. Januar 1942 von der Westfront der Roten Armee im Rahmen der Rschew-Wjasmaer Operation zurückerobert.

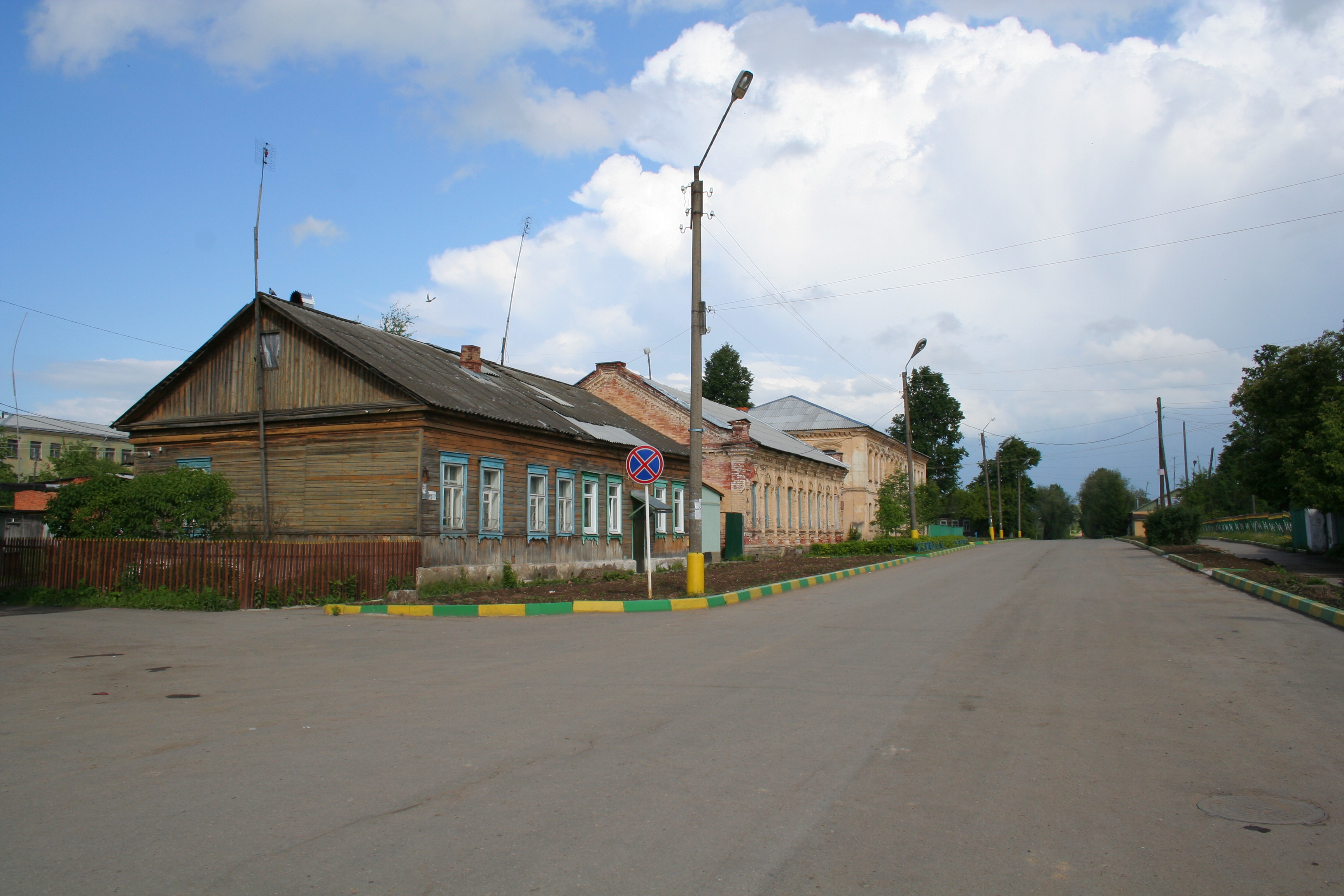
Im Zentrum Medyns
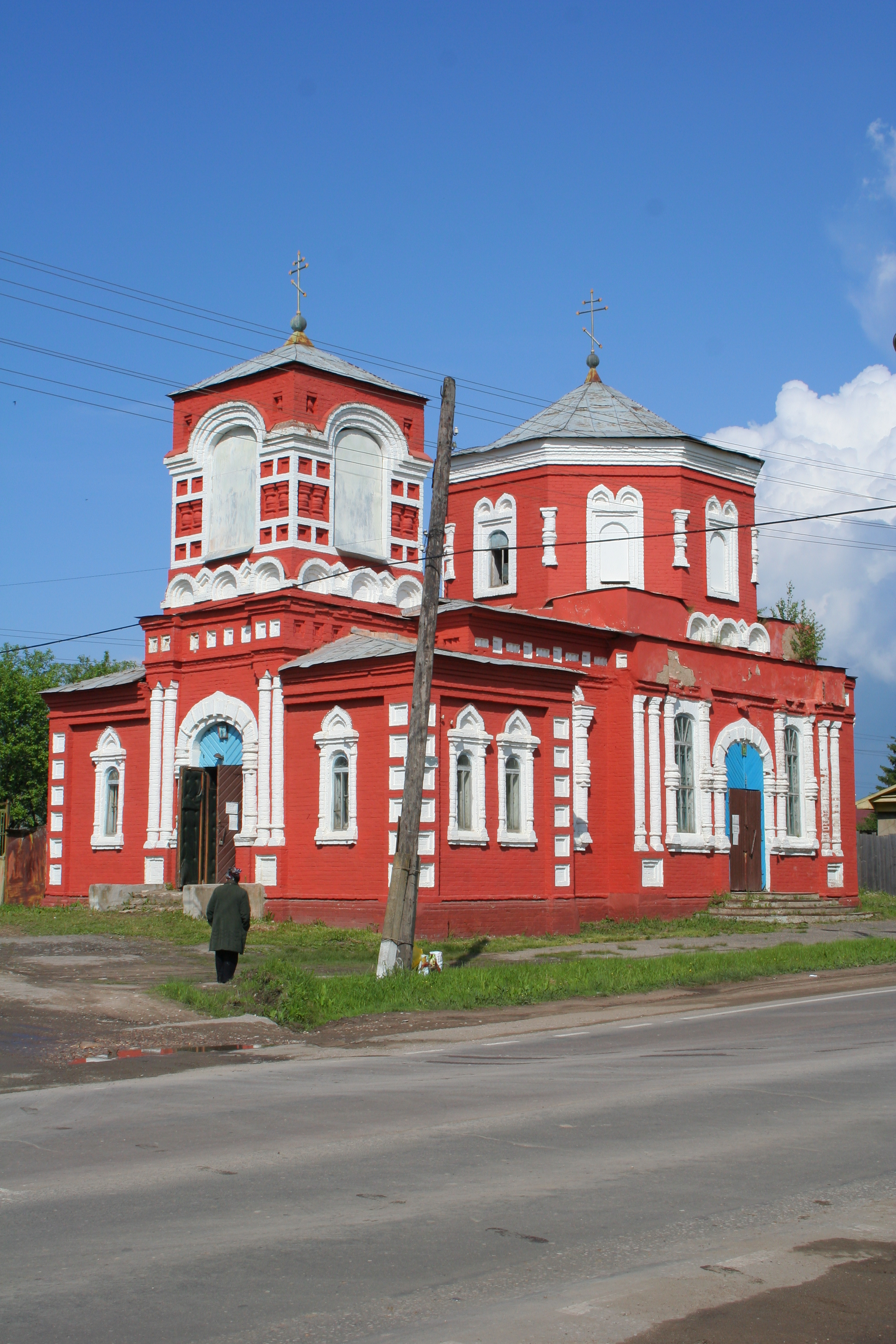
Mariä-Schutz-und-Fürbitte-Kirche
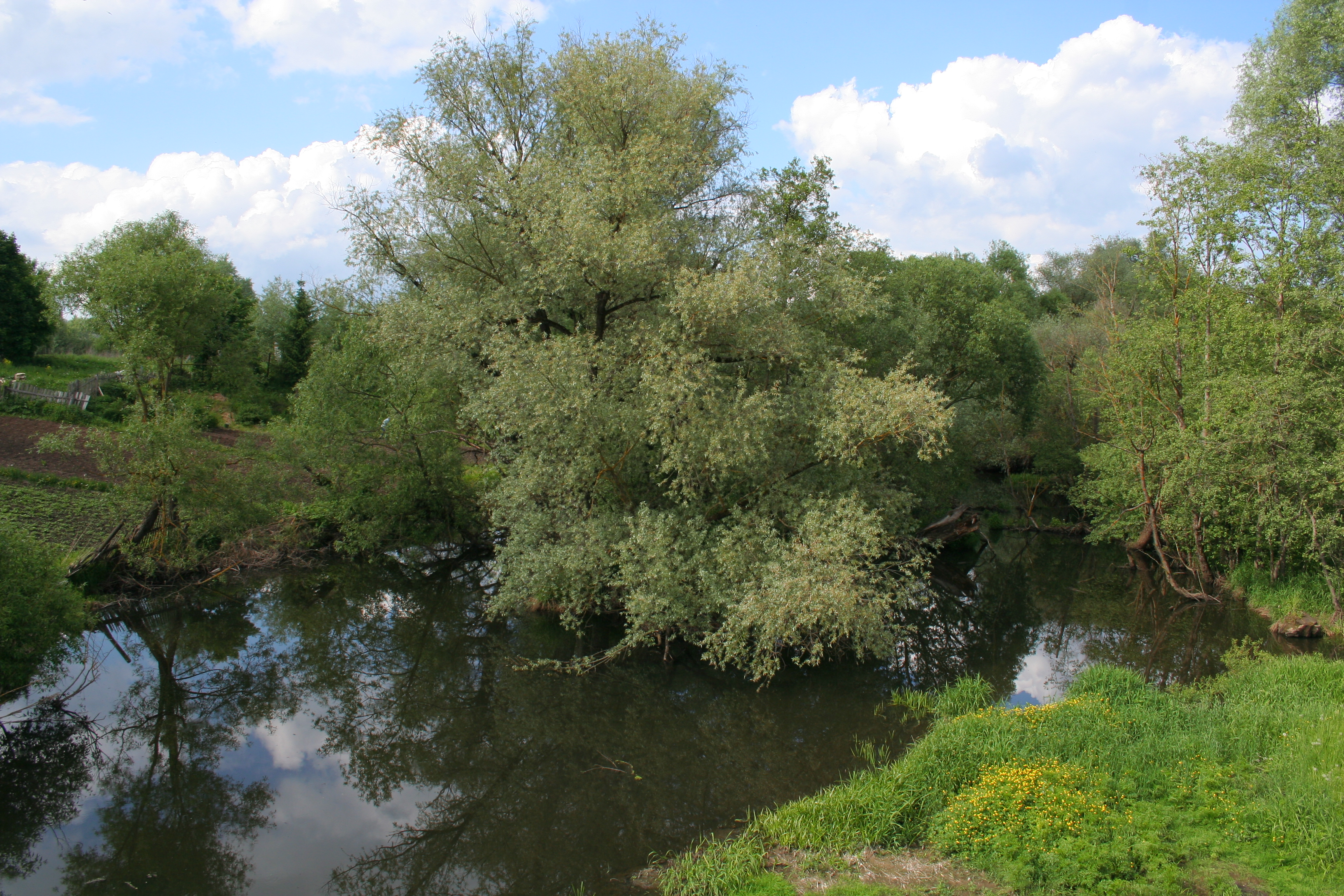
Der Fluss Medynka in der Stadt

### Bevölkerungsentwicklung
| Jahr | Einwohner |
| ---- | --------- |
| 1897 | 4387      |
| 1926 | 5500      |
| 1939 | 5829      |
| 1959 | 6278      |
| 1970 | 7959      |
| 1979 | 8812      |
| 1989 | 8364      |
| 2002 | 7940      |
| 2010 | 8300      |

Anmerkung: Volkszählungsdaten (1926 gerundet)

## Wirtschaft und Infrastruktur
In Medyn gibt es eine Möbelfabrik und Betriebe der Textil- und Lebensmittelindustrie.
Die nächstgelegene Eisenbahnstation befindet sich 15 Kilometer westlich in Mjatlewo (Station Mjatlewskaja) an der Strecke Wjasma–Kaluga–Uslowaja–Rjaschsk.
Durch Medyn führt die Fernstraße A101 Moskau–Roslawl–belarussische Grenze.